# Estación San Salvador
San Salvador es una estación de ferrocarril ubicada en la ciudad de homónima en el departamento homónimo, Provincia de Entre Ríos, República Argentina.

## Historia
Gracias a las gestiones del entonces administrador de la colonia Francisco Malarín, hermano del fundador, el 4 de octubre de 1902 se inauguró el ramal ferroviario que une las ciudades de Villaguay, San Salvador y Concordia, el cual se constituyó en un factor determinante para el futuro desarrollo del pueblo. Más tarde, en 1910 se habilitaría el ramal ferroviario San Salvador - Caseros (Departamento Uruguay), que comunicaba la Colonia con el Puerto de Concepción del Uruguay.
San Salvador es un importante polo agroindustrial representado particularmente por la actividad arrocera. Desde la década de 1950, es reconocida como la "Capital Nacional del Arroz".

## Servicios
Pertenece al Ferrocarril General Urquiza, en el ramal que une las estaciones de Federico Lacroze, en la Ciudad Autónoma de Buenos Aires y Posadas, en la Provincia de Misiones.
No presta servicios de pasajeros. Por sus vías corren trenes de carga de la empresa estatal Trenes Argentinos Cargas.
Después de haberse suspendido los servicios en 1992, la estación fue cerrada al servicio de transportes de pasajeros hasta el 2004 por la cual la empresa Trenes Especiales Argentinos renovó un servicio de larga distancia entre Federico Lacroze y Posadas con paradas en la estación San Salvador varias veces a la semana. Desde el mes de septiembre de 2011 circuló el Tren de los Pueblos Libres, uniendo las ciudades de Pilar, en la Provincia de Buenos Aires con la ciudad uruguaya de Paso de los Toros, en el Departamento de Tacuarembó.

## Ubicación e Infraestructura
Se encuentra ubicada entre las estaciones Jubileo y General Campos.
En 2010 fue restaurada para albergar al Museo de la Estación, bajo la consigna y el compromiso de rescatar, preservar y difundir la historia del Ferrocarril.